# Camí de la Vall Blanca
El Camí de la Vall Blanca és un camí municipal asfaltat en més de la meitat del recorregut del poble de Riells del Fai, en el terme municipal de Bigues i Riells, al Vallès Oriental.
Enllaça la Sagrera de Riells del Fai amb la Vall Blanca i el Camí de Vallderrós. Arrenca a peu de la carretera BV-1483, passant de pel costat esquerre del torrent de Llòbrega, fins que el travessa al cap de poc. Fent un parell de ziga-zagues passa a migdia de Can Peric, a llevant de Can Batlles, arriba a l'extrem occidental del veïnat de la Vall Blanca, d'on puja per passar al nord de les cases d'aquest veïnat. Ressegueix un carrer d'urbanització al nord-est de les cases esmentades, i s'aboca en el Camí de Vallderrós a llevant de la Vall Blanca.

## Etimologia
Es tracta d'un topònim romànic modern, de caràcter descriptiu: és el camí que mena a la Vall Blanca des de Riells del Fai.